# STS-1
STS-1 първата космическа мисия на совалката Колумбия и изобщо първата мисия по програмата Спейс шатъл – космически кораб от четвърто поколение на САЩ. Основната цел на полета е да се докаже възможността за полет на кораб за многократна употреба в космоса. Нито един от космическите кораби дотогава не бил в състояние да лети в космоса повече от един път.

## Екипаж

### Основен екипаж
| Пост     | Астронавт                           |
| -------- | ----------------------------------- |
| Командир | Джон Йънг пет космически полета     |
| Пилот    | Робърт Крипън един космически полет |

- Броят на полетите е преди и включително тази мисия.

### Дублиращ екипаж
Това е екипажът на бъдещата мисия STS-2:
| Пост     | Астронавт    |
| -------- | ------------ |
| Командир | Джо Енгъл    |
| Пилот    | Ричард Трули |

## Полетът
Совалката е пилотирана от ветерана в космическите полети Джон Йънг, в неговия пети космически полет. Член на екипажа е и морският капитан Робърт Крипън. Стартът е осъществен от площадка 39А в космическия център Кенеди на 12 април 1981 г. Първоначално стартът е насрочен за 10 април, но поради неправилна синхронизация на компютрите е трябвало да спре за обратното отброяване и изстрелването е отложено с два дни. Любопитното е, че 12 април е датата на 20-годишнината от полета на първия човек в космоса – Юрий Гагарин.
Стартът е успешно проведен в 12:00 UTC. След две минути и дванадесет секунди, от совалката се отделят твърдогоривните двигатели SRB (Solid Booster Rocket Space Shuttle) и с парашути те падат в Атлантическия океан на около 250 километра от брега. Основният резервоар за гориво ET (външния резервоар на совалката) е изхвърлен 8 минути и 50 секунди след старта. Неговите останки падат в Индийския океан. За първи и последен път резервоарът е боядисан в бял цвят. При следващите мисии е небоядисан за пестене на тегло. За да влезе совалката в кръгова орбита на височина от 240 km са извършени две маневри 10 минути и 32 секунди след старта. След две други маневри совалката „Колумбия“ минава в елиптична орбита с височина от 273 – 276 km.
Основната цел на полета е проверка на дизайна и на системите по време на полет в космоса. Друга важна операция е отваряне на вратите на товарния отсек. Отварянето на вратите е критерий за правилно функционираща охлаждаща система. Изпробвана е и гравитационната система за стабилизация (по посока към надлъжната ос спрямо Земята).
Подготовката за кацане започва шест часа преди началото на спирачната маневра. Това става на 14 април 1981 г. в 17:22 над Индийския океан. Колумбия влиза в атмосферата с надлъжната си ос под ъгъл от 40° спрямо хоризонта. При навлизането си скоростта е 24 пъти по-голяма от скоростта на звука. На надморска височина от 43 km скоростта на совалката е намалена до 6,5 M. На 10 km над повърхността ъгълът намалява до 35° и започва да се завърта на 210°, след което тя трябва да подходи към пистата на военно-въздушната база Едуардс в пустинята Мохаве, Калифорния. „Колумбия“ се завръща на Земята след 54 часа 20 минути и 52 секунди в космоса. Дължината на пътя ѝ до пълно спиране на пистата e 2734 м.

## Параметри на мисията
- Маса:
  - При излитане: 99 453 кг.
  - При кацане: 88 662 кг.
  - Маса на полезния товар: 4909 кг.
- Перигей: 240 км.
- Апогей: 251 км.
- Инклинация: 40.3°
- Орбитален период: 89.4 мин.

## Галерия
- Тренировки
- Транспортиране до стартовата площадка
- Совалката малко преди установяването и на стартовата площадка
- „Колумбия“ по време на подготовката за изстрелване
- Стартът на мисиия STS-1
- Кацането на совалката
- Екипажът слиза от кораба